# 山の巨人

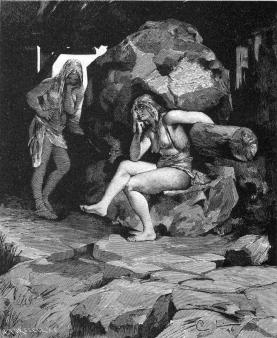
石臼グロッティの傍らのフェニヤとメニヤ。

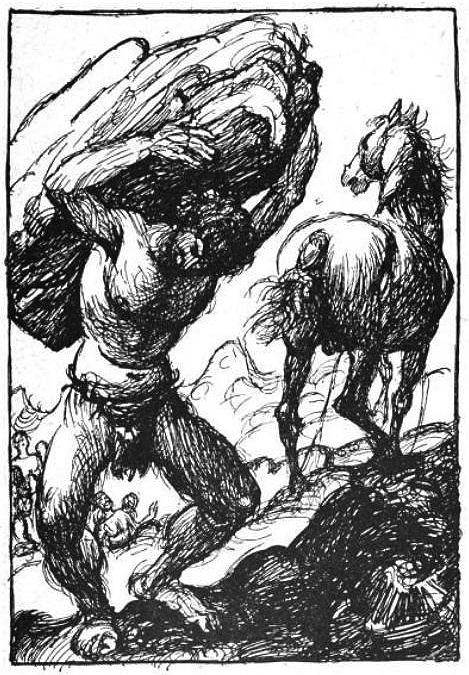
馬のスヴァジルファリと共にアースガルズの城壁修理にあたる巨人の石工。

山の巨人又は丘の巨人（古ノルド語: bergrisi（単数形、ベルグリシ）、bergrisar（複数形）。英語: Mountain Giants）は、北欧神話に登場する巨人の一種である。
本記事では統一して山の巨人と呼ぶ。

## 神話に登場する山の巨人
山の巨人について、名前がわかるのは、まず豊穣神フレイの妻となったゲルズの母アウルボザ（『ギュルヴィたぶらかし』 第37章）。そして、『古エッダ』の『グロッティの歌』に登場する、山の巨人のイジ (Iði) とアウルニル (Aurnir) の兄弟から生まれた、フェニヤ (Fenia) とメニヤ (Menia) がいる。さらにフェニヤとメニヤが自分たちの祖先として、シャツィ、フルングニルの名を挙げている。なお、フルングニルの頭部と心臓は石でできていたという。
他に、アースガルズの城壁を修理すると申し出た石工の正体は無名の山の巨人であった（『ギュルヴィたぶらかし』第42章）。また、彼らはバルドルの葬儀の際に霜の巨人とともに参列したとされている（同第49章）。

## 現代の山の巨人

アイスランドの国章。山の巨人を含む4体のランドヴェーッティルが描かれている

『ヘイムスクリングラ』に収録された『オーラヴ・トリュッグヴァソンのサガ』では、デンマーク王ハラルド・ゴルムスソンがアイスランドを攻撃すべく、偵察のため魔法使いを送った顛末が語られている。魔法使いは鯨に変身し、アイスランドの東西南北を海沿いに回ったが、彼の行く先々に巨鳥、ドラゴン、雄牛、山の巨人が現れ、魔法使いの上陸を阻んだ。この報告を受けたデンマーク王はアイスランド侵攻を諦めたという。それらはアイスランドの守護者すなわちランドヴェーッティル (Landvættir) であるところのドラゴン (Dreki)、肉食鳥 (Gammur)、雄牛 (Griðungur)、そして山の巨人 (Bergrisi) であった。
この言い伝えに基づき、アイスランドの国章には、ランドヴェーッティルの4体、すなわち雄牛、肉食鳥、ドラゴンそして山の巨人が描かれている。（アイスランドの国章」を参照）
また、アイスランド・クローナ硬貨の裏面にも巨人を含む4体の姿が刻まれている。（「アイスランド・クローナ」を参照）

### 一次資料
- 『古エッダ』、『スノッリのエッダ』の「ギュルヴィたぶらかし」
  - V.G.ネッケル他 編『エッダ - 古代北欧歌謡集』谷口幸男訳、新潮社、1973年8月。ISBN 978-4-10-313701-6。
- 『ヘイムスクリングラ』の「オーラヴ・トリュッグヴァソンのサガ」
- スノッリ・ストゥルルソン「オーラヴ・トリュッグヴァソンのサガ 三十三章 ハラルド・ゴルムスソン」『ヘイムスクリングラ - 北欧王朝史』 （二）、谷口幸男訳、プレスポート・北欧文化通信社〈1000点世界文学大系 北欧篇3-2〉、2009年3月、61-63頁。ISBN 978-4-938409-04-3。

### 二次資料
- パウルソン, ヘルマン『オージンのいる風景 - オージン教とエッダ』大塚光子、西田郁子、水野知昭、菅原邦城訳、東海大学出版会、1995年2月。ISBN 978-4-486-01318-1。